# Ruby on Rails
Ruby on Rails — об'єктно-орієнтований програмний каркас (фреймворк) для створення вебзастосунків, написаний на мові програмування Ruby. Ruby on Rails надає каркас модель-вид-контролер (Model-View-Controller) для вебзастосунків, а також забезпечує їхню інтеграцію з вебсервером і сервером бази даних.
Ruby on Rails був створений Девідом Гайнемаєр Генссоном (англ. David Heinemeier Hansson) на основі його роботи над засобом керування проєктами Basecamp і був випущений в липні 2004 року. Ruby on Rails є відкритим програмним забезпеченням і розповсюджується за ліцензією MIT.

## Принципи
Ruby on Rails визначає принципи розробки застосунків:
- Застосунки не повинні визначати власну архітектуру, оскільки вони використовують готовий каркас модель-вид-контролер.
- Мова Ruby дозволяє використовувати нотацію, що легко читається, для визначення семантики вебзастосунків (таких як відносини між таблицями в базі даних).
- Ruby on Rails надає механізми повторного використання, що дозволяють мінімізувати дублювання коду у вебзастосунку (принцип Don't Repeat Yourself — не повторюй себе).
- За замовчуванням використовуються угоди по конфігурації, типові для більшості вебзастосунків (принцип Convention over configuration — угоди над конфігурацією). Явна специфікація конфігурації потрібна тільки в нестандартних випадках.

## Архітектура
Основними компонентами застосунків Ruby on Rails є модель (model), вид (view) і контролер (controller).

### Модель
Модель надає решті компонентів програми об'єктно-орієнтоване представлення даних (таких як каталог продуктів або список замовлень). Об'єкти моделі здійснюють завантаження і збереження даних в реляційній базі даних.
Завдяки можливостям динамічної типізації в мові Ruby розробникові досить успадкувати свій клас моделі від базового класу ActiveRecord::Base. Ruby on Rails автоматично пов'язує класи моделі з таблицями в базі даних і створює атрибути об'єктів для відповідних полів таблиці.

### Вид
Вид створює інтерфейс користувача для відображення отриманих від контролера даних. Вид також передає запити користувача на маніпуляцію даними в контролер (як правило, вид не змінює безпосередньо дані з моделі).
У Ruby on Rails вид описується за допомогою шаблонів RHTML. Вони є файлами HTML з додатковими включеннями фрагментів коду Ruby (Embedded Ruby або ERb). Вивід, згенерований вбудованим кодом Ruby, включається в текст шаблону сторінки HTML, яка після цього повертається користувачеві. Види можуть використовувати фрагменти інших видів і, у свою чергу, бути включеними в шаблон (layout) вищого рівня.

### Контролер
Контролер — основний компонент, що відповідає за взаємодію з користувачем. Контролер прочитує необхідні дані з моделі і готує їх для відображення, а також зберігає отримані від відображення дані в моделі.
Контролером в Ruby on Rails є клас, успадкований від ActionController::Base. Відкриті методи контролера є так званими діями (actions). Action часто відповідає окремому видові. Наприклад, по запиту користувача admin/list буде викликаний метод list класу AdminController і потім використаний вид list.rhtml.

## Інтеграція
Ruby on Rails може працювати з Apache, Lighttpd або будь-яким іншим вебсервером, що підтримує FastCGI. Для розробки і зневадження часто використовується вбудований в Ruby вебсервер WEBrick або Mongrel
Як сервер бази даних підтримуються MySQL, Firebird, PostgreSQL, IBM DB2, Oracle і Microsoft SQL Server. Також підтримується вбудована база даних SQLite.

## Проєкти написані на RoR
- Redmine
- Twitter
- GitHub